# Cherry Blossoms
 (février 2023).
- Si vous ne connaissez pas le sujet, laissez ce bandeau (vous pouvez alors contacter les auteurs).
- Si vous supprimez le contenu mis en cause (vous pouvez préalablement contacter les auteurs),

argumentez précisément cette suppression dans la page de discussion
(un manque de référence n'est pas un argument ; une recherche réelle de référence doit avoir été effectuée, être formellement documentée).
Pour plus de détails, voir Fiche technique et Distribution.
Cherry Blossoms, un rêve japonais (Kirschblüten – Hanami) est un film allemand de Doris Dörrie, sorti sur les écrans en 2008.

## Synopsis
Trudi (Hannelore Elsner) apprend que son époux Rudi (Elmar Wepper) est atteint d’un cancer en phase terminale et ne trouve pas le courage de le lui annoncer. Lorsque le médecin lui suggère d’entreprendre pour la dernière fois un voyage avec son mari, Trudi propose à ce dernier, très casanier et qui n’aime guère quitter le petit village où le couple réside, de rendre visite à leurs enfants à Berlin. Quelque peu décevante, la visite de la capitale est rapidement suivie d’un séjour au bord de la mer Baltique. Là se produit un évènement dramatique qui va obliger Rudi à reconsidérer son épouse, passionnée par la culture japonaise et le butō, la « danse des ténèbres » qu’elle pratiquait.

## Thèmes abordés
- Amour : Il lie très fortement les protagonistes au début et malgré la séparation, c’est l’amour de Rudi pour sa femme disparue qui l’amènera à accomplir son voyage initiatique au Japon.
- Mort : Trudi est la seule à savoir que son mari est très proche de mourir. Pourtant, c'est sa mort inattendue qui emmène le personnage du film à la découverte du Japon pour comprendre "où se trouve" sa femme disparue.
- Séparation : Les deux personnages principaux ont l’un pour l’autre un amour inconditionnel, alors qu’ils auraient souhaité tout accomplir ensemble ils se retrouvent séparés par quelque chose de plus fort qu’eux. De plus les enfants des Angermeier mènent leur vie indépendamment, et même à l’étranger. Ils  sont complètement absorbés par leur quotidien au point de ne se préoccuper que très peu de la famille qui leur reste.
- Poésie : Elle se dégage du film au travers de la découverte des paysages japonais, de la danse butō ou encore du Hanami.

## Autour du film
Cherry Blossoms est dédié au mari de Doris Dörrie, décédé en 1996.

## Récompenses et nominations
Source : allocine.fr
- Festival du Film de Berlin : Compétition Officielle

Nomination à l'Ours d'argent du meilleur acteur pour Elmar Wepper
Nomination à l'Ours d'or pour Doris Dörrie
Nomination au Grand Prix du jury pour Doris Dörrie
Nomination à l'Ours d'argent du meilleur scénario pour Doris Dörrie
Nomination à l'Ours d'argent du meilleur réalisateur pour Doris Dörrie
Nomination pour le Prix Alfred-Bauer pour Doris Dörrie
- Festival du film romantique de Cabourg 2008

Prix de la Jeunesse
- Bayerischer Filmpreis : Meilleur film, meilleur réalisateur

## Distribution[2]
- Elmar Wepper : Rudi Angermeier, mari de Trudi
- Hannelore Elsner : Trudi Angermeier, femme de Rudi
- Aya Irizuki : Yu, jeune danseuse de butō
- Maximilian Brückner : Karl Angermeier, fils cadet de Trudi et Rudi.
- Nadja Uhl : Franzi
- Birgit Minichmayr : Karolin Angermeier, fille de Trudi et Rudi
- Felix Eitner : Klaus Angermeier, fils de Trudi et Rudi
- Floriane Daniel : Emma Angermeier
- Celine Tanneberger : Celine Angermeier
- Robert Döhlert : Robert Angermeier
- Tadashi Endo : Butoh Dancer
- Sarah Camp :  Butcher